# K-8
Il K-8 è stato un sottomarino a propulsione nucleare della Voenno-morskoj flot appartenente alla classe November, perso per incidente il 12 aprile 1970 con la morte di 52 membri dell'equipaggio, tra cui il capitano di secondo rango Vsevolod Bessonov che ricevette postumo il titolo di Eroe dell'Unione Sovietica.

## Storia
Il sottomarino d'attacco a propulsione nucleare K-8 apparteneva alla serie 627A della classe November della Voenno-morskoj flot composta da 13 unità costruite tra gli anni cinquanta e anni sessanta del XX secolo. Fu impostato presso lo scalo di alaggio n.42 del cantiere navale n.402 di Severodvinsk il 9 settembre 1957, e varato il 31 maggio 1959. Le prove in mare di accettazione si svolsero tra il 4 e il 31 dicembre 1959, e l'unità entrò in servizio il 31 agosto 1960, assegnato al 206º Reggimento della Flotta del Nord, di stanza nella baia di Malaya Lopatka.
Il 13 ottobre 1960, circa un mese e mezzo dopo la messa entrata servizio, sul K.8 si verificò un incidente mentre navigava nel Mare di Barents: un tubo del circuito di raffreddamento di uno dei reattori scoppiò e si verificò una perdita di liquido refrigerante. L'equipaggio venne costretto a passare a un sistema di raffreddamento ausiliario al fine di evitare che il nocciolo del reattore fondesse. Vi fu, tuttavia, una grande perdita di gas radioattivo, a seguito della quale tre membri dell'equipaggio, sui 13 esposti, manifestarono segni visibili di malattia acuta da radiazione causate dall'esposizione a 1.8–2 Sv (180–200 rem).
Successivamente, prima della revisione che comportò la sostituzione del generatore di vapore presso il Cantiere navale di manutenzione Zvyozdochka di Severodvinsk (agosto 1966 - luglio 1968), si verificarono altri due guasti simili:
il 1º giugno 1961, durante una esercitazione di addestramento al combattimento, una persona manifestò una forma acuta di malattia da radiazioni, mentre alcuni altri membri dell'equipaggio furono esposti a varie dosi di radiazioni.
L'8 ottobre 1961, durante la simulazione di attacco contro un gruppo di navi della Voenno-morskoj flot, vi fu una nuova perdita dal generatore di vapore.
Tali incidenti erano dovuti alla lunghezza e al materiale difettoso utilizzato delle condutture dei circuiti del reattore, e spesso si verificavano sui sottomarini nucleari di prima generazione.
Il 17 febbraio 1970 il K-8 salpò dalla penisola di Kola,  con destinazione il Mar Mediterraneo, attraversò il Mare di Barents, doppiò la penisola scandinava, passò tra le Far Oer e l'Islanda ed attraversò successivamente lo stretto di Gibilterra. La sua missione consisteva nel seguire la task force navale americana composta dalle portaerei CV-41 Midway e CV-60 Saratoga rilevandone le emissioni radio avendo a bordo una speciale squadra OSNAZ e un ufficiale del KGB. A causa di un guasto ad una guarnizione il comandante del K-8, capitano di secondo rango Vsevolod Bessonov, decise di effettuare la riparazione dopo aver passato lo stretto di Gibilterra ed emergendo vicino all'isola di Aldebaran. Mentre navigava nel Mediterraneo il K-8 fu avvistato da tre cacciatorpediniere della NATO. Emerse poi vicino all'isola di Capri dove si incontrò con il cacciatorpediniere Boïki per reintegrare le scorte di viveri.

### La perdita del sommergibile

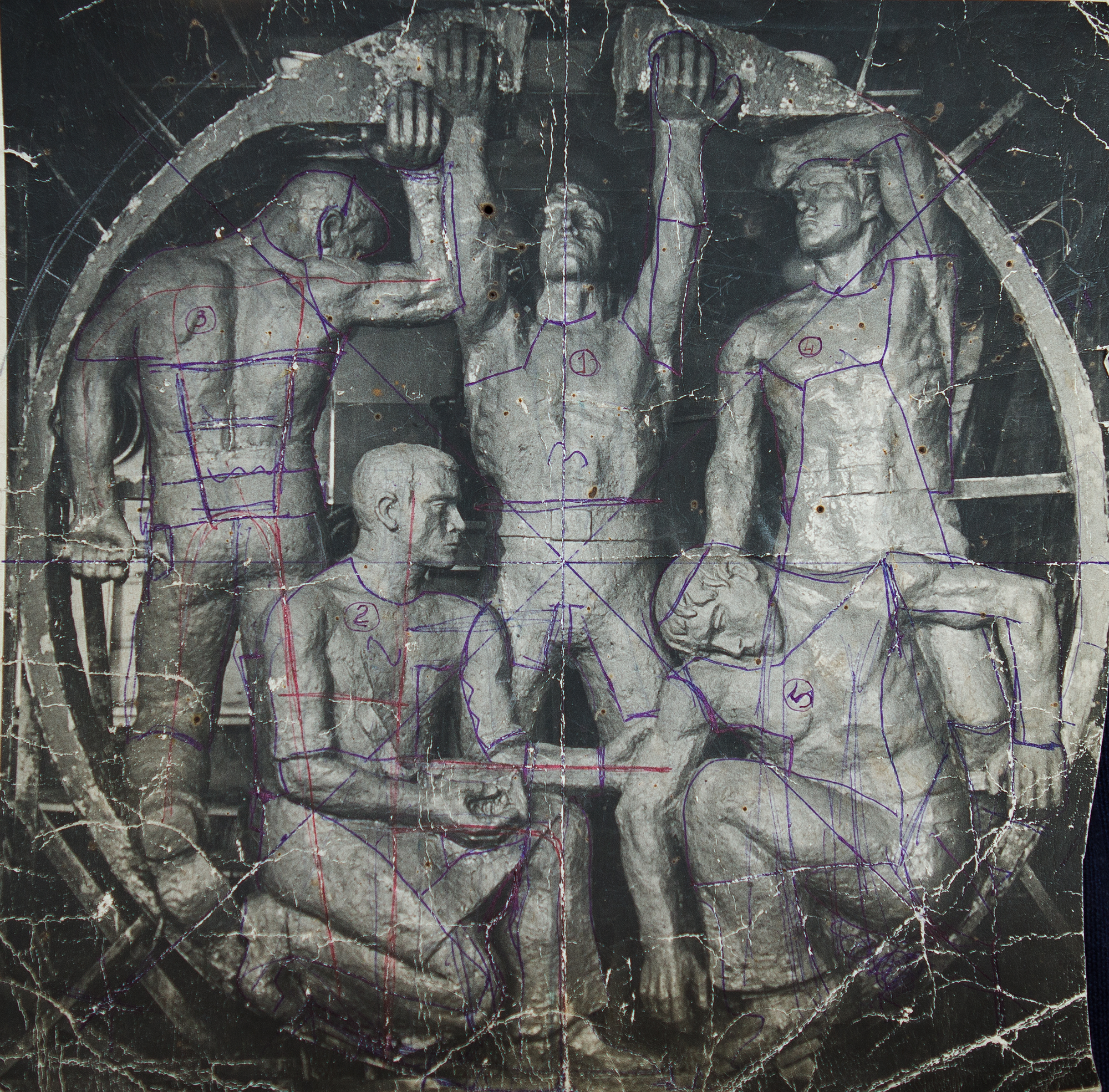
Il monumento ai caduti del K-8 presso la base navale della flotta settentrionale russa di Gremikha.

Il 6 aprile 1970 il sommergibile, con un equipaggio di 125 uomini, fu inviato nell'Atlantico del Nord per partecipare alla grande esercitazione Ocean-70, la più grande nella storia della Marina sovietica, alla quale presero parte navi di tutte le flotte dell'URSS. Il compito del K-8 era quello di scoprire le forze sottomarine del "nemico" che penetravano verso le coste dell'Unione Sovietica. L'inizio dell'esercitazione era il 14 aprile, mentre la fine era prevista per il centenario della nascita di Lenin, il 22 aprile.
Nella serata dell'8 aprile, quando il K-8 si trovava a nord delle Azzorre, durante la fase di salita da una profondità di 160 metri alla quota periscopica per inviare una comunicazione radio, alle 22:30 a 120 m di profondità scoppiò prima un incendio nel III compartimento, cui ne seguì poco dopo un altro nel VII compartimento che si propagò attraverso l'impianto di condizionamento. Quattro ufficiali presenti allora nell'VII compartimento si trasferirono subito nel VIII compartimento dove chiusero ermeticamente le porte, e rendendosi conto che non ci sarebbe stata via di scampo, si sacrificarono per salvare l'unità. Tutti i quattro ufficiali presenti nella centrale elettrica, il capitano di terzo grado Khaslavski, il tenente capitano Chudinov e i primi luogotenenti Tchougounov e Chostakovski,  morirono soffocati, impedendo così al fuoco di arrivare ai reattori nucleari che erano stati subito spenti al fine di impedirne l'esplosione. Alle 22:36 il K-8 emerse in superficie andando alla deriva privo di propulsione ed energia elettrica, con il fuoco che stava per arrivare alla centrale elettrica principale (GEM) del sottomarino nucleare.
Delle 19 persone che si erano radunate nell'VIII compartimento, invaso dal letale monossido di carbonio, solo 4 si salvarono fatte uscire dal portello superiore da una squadra di emergenza, mentre le altre 15, nonostante gli sforzi compiuti dai loro compagni decedettero.
19 persone furono evacuate dal IV compartimento, con il suo comandante, G. A. Simakov, che ne supervisionò personalmente l'evacuazione al termine della quale il compartimento fu sigillato. Alle 4:00 del 9 aprile tutto il personale dei compartimenti da V a IX vennero evacuati e non furono più visitati dal personale.
Diverse ore dopo, alle 14:15, apparve sulla scena il cargo canadese o americano Clyde Ore. I comandanti Bessonov e Kachirsky chiesero all'ufficiale del KGB il permesso di contattare il mercantile per chiedergli di usare la sua radio al fine di avvertire Mosca, ma la cosa non fu autorizzata. Il mercantile Clyde Ore si avvicinò a una distanza di 1.000 m prima di allontanarsi, ma avvertì comunque le autorità americane poiché un aereo antisommergibile Lockheed P-3 Orion e uno britannico Avro Shackleton furono inviati nell'area poche ore dopo, scattando alcune foto del K-8 alla deriva e lanciarono delle boe sonar.
Alle 7:30 del 10 aprile arrivò sul posto, occasionalmente, il mercantile bulgaro Avior (poi ribattezzato Hadji Dimitar) che si avvicinò al K-8 per prestare soccorso, e da cui partì un radiogramma, verso la compagnia di navigazione bulgara a Varna, e da lì venne ritrasmesso al quartier generale della Voenno-morskoj flot.
A bordo del K-8 rimase un turno di guardia composto da 22 persone, al comando del capitano Bessonov. L'unità, con mare in tempesta a forza 8, continuò a lottare per rimanere a galla, mentre i membri dell'equipaggio evacuati sullo Avior furono trasferiti su tre navi sovietiche, Sacha Kovalev, Komsomolets Litvy e Kassimov che si erano avvicinate, una delle quali, la motonave Kassimov, tentò per tre volte di prendere a rimorchio il K-8. Quando la nave spia sovietica Khariton Laptev giunse sul posto il capitano Kachirsky salì a bordo e trasmise un primo rapporto a Mosca.
Il sottomarino sprofondò sempre più di poppa e, avendo perso la sua stabilità longitudinale, alle 6:20 del 12 aprile affondò in breve tempo, portando con sé tutti i 22 uomini presenti a bordo, anche se diverse persone, tra cui il capitano Bessonov, si lanciarono in mare ma non poterono essere tratti in salvo.
La perdita del K-8, con 52 membri dell'equipaggio, fu la prima subita della flotta nucleare sovietica.
Il sottomarino K-8, con a bordo quattro siluri con testata nucleare, affondò nel golfo di Guascogna a una profondità di 4.680 m, 490 km a nord-ovest della Spagna.
La commissione d'inchiesta, guidata dall'ammiraglio Igor Kasatonov, nominata per indagare sui fatti assolse interamente l'equipaggio, che aveva compiuto il suo dovere sino in fondo.
Con il decreto del Soviet Supremo dell'Unione Sovietica del 26 giugno 1970, per il coraggio dimostrati nell'adempimento del proprio dovere, il capitano di secondo rango Vsevolod Borisovič Bessonov ricevette postumo il titolo di Eroe dell'Unione Sovietica.
L'intero equipaggio fu decorato: ufficiali e sottufficiali, così come tutti i membri rimasti uccisi, indipendentemente dal loro grado militare, sono stati insigniti dell'Ordine della Stella Rossa, i marinai sopravvissuti della Medaglia di Ušakov. Nel 1974, presso la base navale della flotta settentrionale russa di Gremikha, fu eretto un memoriale progettato dagli scultori A.I. Malyutin e O. Ya, in memoria dei marinai scomparsi.

### Annotazioni
1. ↑  A bordo vi era anche il capitano di primo rango Vladimir Kachirsky in qualità di supervisore, in quanto Bessonov era al suo primo incarico a bordo di un sottomarino nucleare.
2. ↑  L'origine dell'incendio rimane sconosciuta, fu ipotizzato che partì da un cortocircuito nel cablaggio elettrico o dall'olio che sarebbe entrato in contatto con il sistema di rinnovo dell'aria, fornito da lotti di candele di ossigeno immagazzinate nel battello.
3. ↑  Questo cargo, costruito ad Amburgo, in Germania ovest, nel 1960 batteva bandiera americana nel 1970. Furono costruite otto navi di questo tipo, di cui tre operarono in Canada nel 1976.
4. ↑  L'apparecchiatura radio del sommergibile era andata fuori uso a causa dell'incendio.
5. ↑  Le autorità militari sovietiche inviarono in aiuto anche il sommergibile lanciamissili K-83 della classe Golf.

### Fonti
1. ↑  Poolmar, Noot 1991, p. 294.
2. 1 2 3 4 5 6 7 8 9 10 11 12 13 14 15 16 17 18 19 20 21 22  Ruspodplav.
3. 1 2  Kopenhagen 2001, p. 9.
4. 1 2 3  Deepstorm.
5. 1 2 3 4 5 6 7 8  Podlodka.